# Yōji Fujimoto
Yōji Fujimoto (jap. 藤本洋二 Fujimoto Yōji; ur. 26 marca 1948 w Yamaguchi na południu wyspy Honsiu, zm. 20 lutego 2012 w Mediolanie) - japoński nauczyciel aikido. Sensei – mistrz aikido, posiadacz 8 dan.
Jako dziecko trenował kendo pod kierunkiem swojego ojca, posiadacza 8 dan w tej sztuce walki.
W czasie studiów na uniwersytecie w Tokio uczęszczał do Hombu Dojo. Jego nauczycielami byli Kōichi Tōhei (10 dan), założyciel Ki Society, a następnie Seijurō Masuda (8 dan). W 1962 r. uzyskał 1 dan w aikido.
W 1971 r. przybył do Włoch, aby z ramienia Hombu Dojo propagować aikido. Miał wówczas 3 dan Aikido Aikikai. Od tego czasu nauczał aikido we Włoszech i na całym świecie, również w Polsce. Jego siedzibą był Mediolan, gdzie zorganizował własne dojo: Dojo Fujimoto – Aikikai Milano.
Aiki Sensei Fujimoto charakteryzowało się płynnością, siłą i harmonią ruchu opartego na solidnych fundamentach.
Posiadał 8 dan Aikido Aikikai oraz tytuł Shihan Hombu Dojo.
Zmarł po ciężkiej chorobie w Mediolanie 20 lutego 2012 r.